# Marangoni-effect

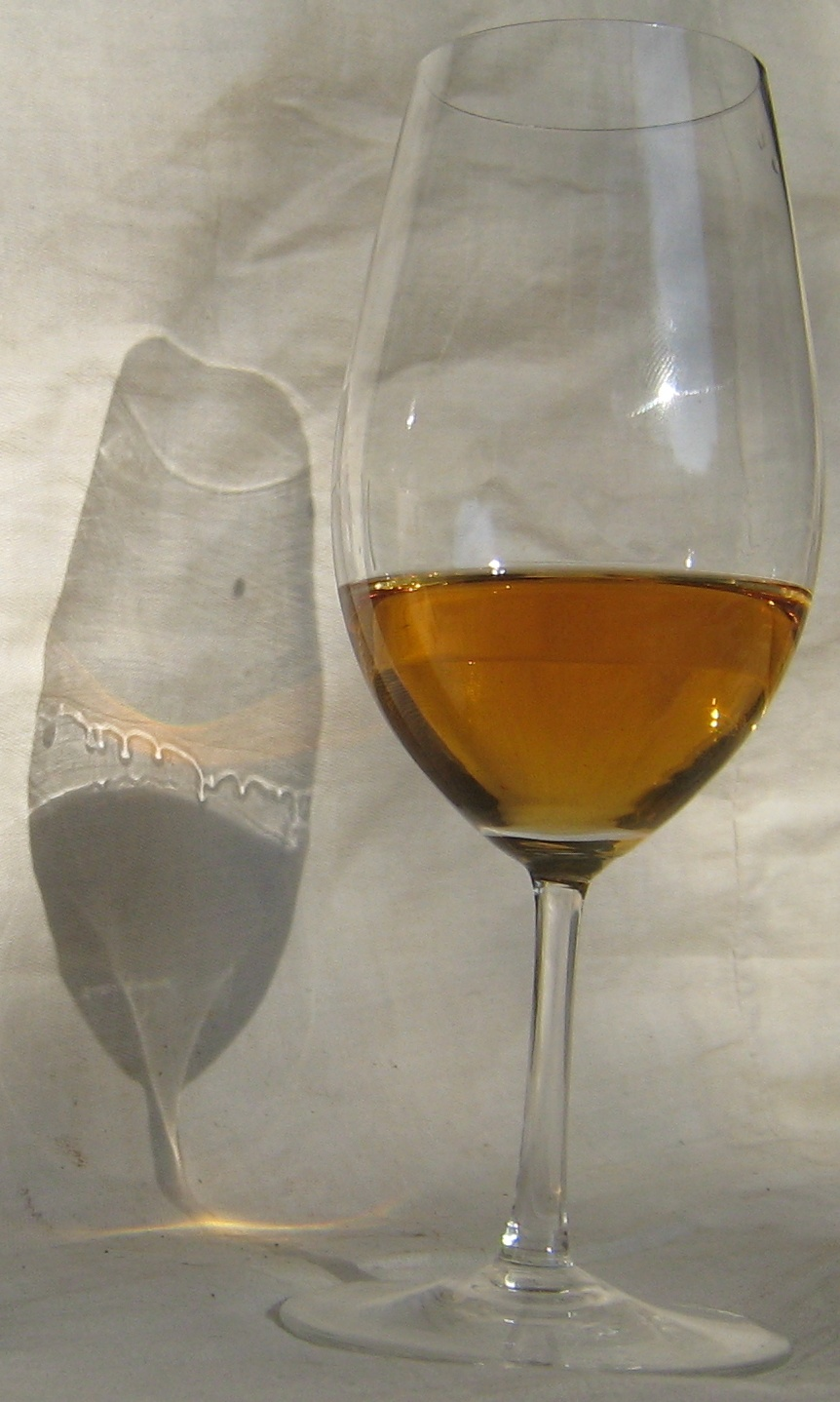
Het Marangoni-effect bij een glas wijn met een alcoholpercentage van 13,5% is goed te zien in diens schaduw.

Het Marangoni-effect oftewel het tranen van wijn (ook wel aangeduid als het Gibbs-Marangoni-effect), is het verschijnsel dat kan worden waargenomen wanneer een glas met alcoholhoudende drank een tijdje blijft staan. Het ziet eruit als een ring aan de binnenkant van een glas net boven het vloeistofoppervlak waarvan kleine druppels vallen. Het temperatuursafhankelijk Marangoni-effect wordt ook wel thermo-capillaire convectie genoemd.
Het effect werd genoemd naar de Italiaanse natuurkundige Carlo Marangoni, die er zijn doctoraatsthesis over schreef (1865).

## Verklaring
Dit effect is een gevolg van het feit dat ethanol een lagere oppervlaktespanning heeft dan water. Als ethanol wordt gemengd met water, zal het gedeelte met een hogere oppervlaktespanning harder aan de omringende vloeistof trekken dan het gedeelte met een lagere oppervlaktespanning (capillaire werking). 
Wanneer de inhoud van een glas met alcoholhoudende drank (bijvoorbeeld wijn) wordt rondgedraaid in het glas, kan men het effect goed waarnemen. De wijn glijdt namelijk niet zomaar gewoon terug het glas in. Uit de wijn op de wand van het glas zal alcohol (ethanol) verdampen. Aangezien ethanol een lager kookpunt (78°C) heeft dan water (100°C), zal er proportioneel meer (sneller) ethanol verdampen dan water. Hierdoor wordt het ethanolpercentage op de wand van het glas lager dan in het glas zelf. Doordat watermoleculen sterkere intermoleculaire krachten ondervinden dan ethanol (meer en sterkere waterstofbruggen en een groter dipoolmoment), zal er aan het oppervlak een grotere spanning ontstaan en vloeistof, in dit geval wijn, uit het glas omhoogzuigen. Dit kan men waarnemen in de ring die zichtbaar is op het glas. Uiteindelijk treedt er druppelvorming op en door de zwaartekracht zien we de wijn "tranen", de druppels die naar beneden vloeien. Omdat de ethanol snel blijft verdampen, blijft er vloeistof aangezogen worden en blijft het glas tranen.